# Моніка Вебер-Косто
Моніка Вебер-Косто (нім. Monika Weber-Koszto, нар. 7 лютого 1966, Сату-Маре, Румунія) — німецька та румунська фехтувальниця на рапірах, дворазова срібна (1984 та 1992 рік) та дворазова бронзова (1996 та 2000 рік) призерка Олімпійських ігор, дворазова чемпіонка світу.

## Виступи на Олімпіадах
| Олімпіада         | Дисципліна           | Місце |
| ----------------- | -------------------- | ----- |
| Лос-Анджелес 1984 | командна рапіра      | 2     |
| Барселона 1992    | командна рапіра      | 2     |
| Атланта 1996      | індивідуальна рапіра | 5     |
| Атланта 1996      | командна рапіра      | 3     |
| Сідней 2000       | індивідуальна рапіра | 10    |
| Сідней 2000       | командна рапіра      | 3     |